# Vittorio De Asarta
Vittorio Carlo Fernando De Asarta (Marsiglia, 8 gennaio 1850 – Roma, 9 dicembre 1909) è stato un ingegnere, imprenditore e politico italiano.
Figlio della francese Catherine Séraphine Eloy viene riconosciuto da suo padre, Emanuele De Asarta (figlio del banchiere genovese Carlo e della russa Anna Klembouskaya), soltanto nel 1868. Compie gli studi inferiori e superiori a Marsiglia e si laurea in ingegneria al politecnico di Milano. Nel 1889 si trasferisce in provincia di Udine dove acquista un latifondo corrispondente all'attuale parco di Fraforeano, che comprende una grande villa già appartenuta alla famiglia Kechler, oggi conosciuta come villa Kechler-De Asarta, che trasforma in una grande e moderna impresa agricola. 